# Турбулентність (механіка)

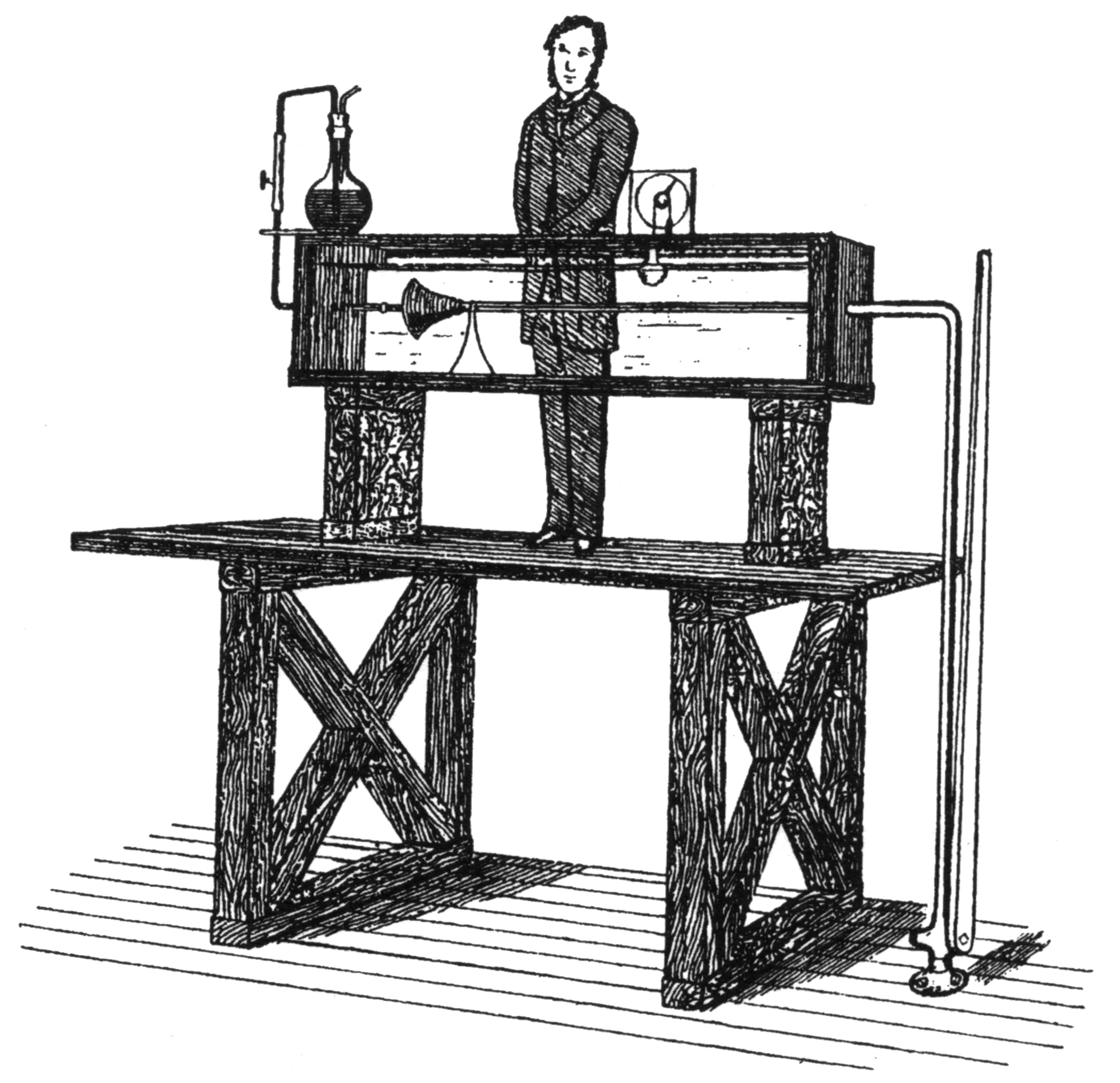
Зображення експериментальної установки, що використовувалася в дослідах О. Рейнольдса. Зображення приведено в публікації від 1883 року

Турбуле́нтність (від лат. turbulentus — невпорядкований, випадковий) тип процесів, що реалізуються в суцільних середовищах, кінематичні та динамічні характеристики яких не можуть бути визначені точно за заданими початковими умовами на значних інтервалах часу. Інший можливий тип рухів в рідинах і газах, який характеризують як плавний і спокійний, називають ламінарними. Для таких рухів швидкості частинок середовища однозначно визначаються як функції часу і координат.

## Загальний опис
Дослідження широкого спектра явищ, при характеристиці яких використовується поняття турбулентність, почалося з експериментів із потоками води в трубах в останній чверті XIX століття. З того часу зберігається постійний інтерес до вивчення особливостей турбулентності в рідинах і газах. Причиною такої постійності є не лише зацікавленість у розв'язанні прикладних інженерних проблем. Подальший розвиток науки показав величезне значення знань закономірностей турбулентності для розв'язання фундаментальних проблем сучасної науки, пов'язаних з дослідженнями закономірностей нестаціонарних нелінійних процесів. Фундаментальне значення проблеми турбулентності відзначено включенням проблеми існування розв'язків рівняння Нав'є-Стокса, яким описуються турбулентні потоки рідини, до переліку Проблем тисячоліття.
Широке використання терміна «турбулентність» ускладнює задачу визначення його змісту. Стосовно турбулентності в рідинах і газах можна переформулювати визначення. Рух рідини визначається як турбулентний, якщо кінематичні та динамічні характеристики руху проявляють хаотичну змінюваність у часі та просторі, але при цьому можуть бути встановлені статистично точні їх усереднені значення. Без виконання цієї останньої вимоги про малі зміни в значеннях осереднених характеристик при малих збуреннях в початкових умовах математичний опис турбулентних рухів був би неможливим. Такий характер поведінки характеристик турбулентних течій зумовив розвиток спеціального розділу гідромеханіки — статистична гідромеханіка Попри те, що дослідження турбулентних течій почалося досить давно, сам термін «турбулентність» почав використовуватися лише на початку XX століття, і його впровадження в наукову літературу пов'язують з ім'ям Вільяма Томсона, лорда Кельвіна. Піонер вивчення турбулентних течій Осборн Рейнольдс називав такі течії звивистими

## Ламінарно-турбулентний перехід
Спостереження Рейнольдса за потоками води в прозорих чітко вказували на те, що при певних умовах плавна течія руйнувалася і підфарбована рідина на осі потоку швидше розподілялася по всьому поперечному перерізу. На рисунку приведено три типові ситуації з тих, що спостерігалися в дослідах Рейнольдса і наведені в цитованій публікації 1883 року. 

Поведінка підфарбованого струменя води в дослідах Рейнольдса.

Для найменшої швидкості течії на всій довжині труби спостерігається незбурена (ламінарна течія). Зі зростанням швидкості потоку на певних відстанях від початку труби спостерігається руйнування ламінарної течії. Для виявлення чіткішої картини течії після втрати стійкості Рейнольдс використав іскрове освітлення течії, яке дозволило побачити чіткі структури, показані на третій лінії на рисунку. Рейнольдс констатував відсутність розв'язків рівнянь Нав'є-Стокса, але чітко вказав, що якби такі розв'язки існували з них би обов'язково випливало, що визначальним для втрати стійкості і формування вихорів в потоці є значення безрозмірного числа, утвореного комбінацією швидкості потоку {\displaystyle U}, діаметра труби {\displaystyle D} та в'язкості {\displaystyle \mu } і густини {\displaystyle \rho } рідини. Це число {\displaystyle Re={\frac {\rho Ua}{\mu }}} називають числом Рейнольдса. Для своїх дослідів Рейнольдс визначив критичне значення введеного ним числв в межах від 2000 до 13000 і відмітив високу чутливість цих значень до наявності збурень в потоці на вході в трубу. Суттєвий вплив на величину критичного значення числа Рейнольдса має також шорсткість стінок труби. Дослідження впливу збурень різної фізичної природи (вихорових, акустичних, електромагнітних) на структуру течії рідини поблизу стінки твердого тіла визначає тематику такого напрямку в сучасній гідромеханіці, як сприйнятливість примежового шару

## Характерні риси турбулентних потоків
Спостереження за турбулентними потоками, які часто зустрічаються в природі та в різних ситуаціях, пов'язаних з виробничою діяльністю людини, дають можливість встановити певні характерні особливості турбулентності. Узагальнення таких спостережень є важливим доповненням до наведеного загального визначення турбулентності і поглиблює розуміння фізики цього явища. Інколи ця можливість часто спостерігати турбулентні потоки розглядається як основа для існування певних початкових знань про турбулентність. Такий вступ до обговорення проблеми є досить поширеним: Відомо, що всі течії рідин і газів діляться на два суттєво різні типи: спокійні і плавні течії, які називають ламінарними, і їх протилежність — так звані турбулентні течії, для яких швидкість, тиск, температура та інші гідродинамічні величини невпорядковано пульсують, вкрай нерегулярно змінюючись в просторі і часі.
1. Спостереження за турбулентними течіями в річках, за потоком пари над чашкою чаю, за рухом листя під дією вітру, за струмочками диму від сигарети дають підставу зробити висновок, що для турбулентної течії характерною є наявність вихорів. І хоча не кожна вихорова течія є турбулентною це спостереження вказує на важливу особливість турбулентності. Саме ця особливість відмічена Леонардо да Вінчі в його зображенні турбулентності, як мішанини різномасштабних вихорів.
2. Ці ж та багато інших спостережень дозволяють відзначити і таку важливу рису турбулентної течії, як нерегулярність, випадкові зміни в траєкторії частинок рідини чі газу.
3. Спостереження за потоком від місця де зароджується турбулентне збурення вказує на те, що інтенсивність нерегулярної складової в течії спадає. Ця властивість турбулентної течії визначається як дисипативність.Важливо, що в турбулентному збуренні, наприклад за перешкодою в річці, перш за все зникають вихори менших розмірів.
4. Турбулентність, що виникла в певній частині спокійного потоку (камінь в руслі ріки) чітко проявляє тенденцію до поширення на спокійні ділянки течії. Цю особливість турбулентності характеризують як турбулентну дифузію, за аналогією з молекулярною дифузією.

## Математичне моделювання турбулентності
При побудові математичних моделей турбулентності як вихідні використовуються рівняння, що виражають фундаментальні фізичні закони (другий закон Ньютона, закон збереження маси, закон збереження енергії та ін.) та рівняння стану рідини. Для ілюстрації підходу до побудови моделей турбулентності розглянемо найпростіший випадок нестисливої в'язкої однорідної рідини. В цьому випадку замкнута система диференціальних рівнянь, що описує зміни вектора швидкості {\displaystyle {\vec {U}}(U_{1},U_{2},U_{3})} та тиску {\displaystyle P}, складається з двох рівнянь:
{\displaystyle \rho \left({\frac {\partial U_{i}}{\partial t}}+U_{j}{\frac {\partial U_{i}}{\partial x_{j}}}\right)=-{\frac {\partial P}{\partial x_{i}}}+{\frac {\partial }{\partial x_{j}}}\left(\mu {\frac {\partial U_{i}}{\partial x_{j}}}\right)}
{\displaystyle {\frac {\partial U_{i}}{\partial x_{i}}}=0,(i,j=1,2,3)}
Рівняння записані з використанням правила сумування по індексам, що повторюються. Перші три рівняння виражають другий закон Ньютона для елементарного об'єму в'язкої рідини з динамічною в'язкістю {\displaystyle \mu } та густиною {\displaystyle \rho }. Це рівняння є частинним випадком рівняння Нав'є-Стокса. Друге рівняння, яке часто називають рівнянням нерозривності, виражає закон збереження маси. Система рівнянь має чотири рівняння з чотирма невідомими функціями координат і часу. При одержанні цієї системи рівнянь зроблено суттєве припущення відносно властивостей рідини. Вважалося, що компоненти тензора в'язких напружень на поверхні елементарного об'єму рідини пропорційні першим похідним від компонентів вектора швидкості {\displaystyle U_{i}} з коефіцієнтом пропорційності {\displaystyle \mu }. Рідини з таким рівнянням стану називають ньютонівськими.
Турбулентність, як і інші не детерміновані процеси, необхідно розглядати з використанням методів статистики. При експериментальному дослідженні турбулентності і при розв'язанні багатьох прикладних задач визначають, перш за все, усереднені характеристики потоків. При аналізі хаотичних процесів можливі різні підходи до визначення середніх по часу або середніх по реалізаціях величин. При аналізі турбулентних процесів часто проводять усереднення за Рейнольдсом, у якому використовується концепція швидкого і повільного часу. Згідно з цією процедурою будь-яка характеристика турбулентного процесу {\displaystyle A({\vec {r}},t)} подається сумою {\displaystyle A({\vec {r}},t)={\overline {A}}({\vec {r}},t)+a'({\vec {r}},t)}. Ці дві складові функції визначаються співвідношеннями
{\displaystyle {\overline {A}}({\vec {r}},t)={\overline {A}}({\vec {r}},t,T)={\frac {1}{T}}\int \limits _{0}^{T}A({\vec {r}},t+\tau )\,d\tau }
{\displaystyle a'({\vec {r}},t)=A({\vec {r}},t)-{\overline {A}}({\vec {r}},t),{\overline {a}}'({\vec {r}},t)=0}.
Величина інтервалу інтегрування {\displaystyle T} вважається значно меншою ніж час помітних змін макрохарактеристик руху і значно більшою характерного часу пульсацій швидкості в потоці. Перше співвідношення вказує, що при такому виборі інтервалу осереднення середнє значення макрохарактеристики потоку має практично не залежати від величини інтервалу інтегрування {\displaystyle T}.
Після операції осереднення рівняння Нав'є-Стокса набуває вигляду
{\displaystyle \rho \left({\frac {\partial {\overline {U}}_{i}}{\partial t}}+{\overline {U}}_{j}{\frac {\partial {\overline {U}}_{i}}{\partial x_{j}}}\right)=-{\frac {\partial {\overline {P}}}{\partial x_{i}}}+{\frac {\partial }{\partial x_{j}}}\left(\mu {\frac {\partial {\overline {U}}_{i}}{\partial x_{j}}}-\rho {\overline {u_{i}u_{j}}}\right)}.
Вигляд цього рівняння вказує на головну проблему математичного моделювання турбулентності. Осереднені характеристики потоку залежать від кореляційних характеристик пульсацій швидкості. Порівняння цього кореляційного доданку з першим доданком в правій частині рівняння дозволяє розглядати величини {\displaystyle \rho {\overline {u_{i}u_{j}}}} як компоненти тензора напружень. Цей тензор називається тензором напружень Рейнольдса. Таким чином в одержаних трьох рівняннях ({\displaystyle i,j=1,2,3}) є шість невідомих величин. Для знаходження середніх значень характеристик турбулентного потоку необхідно вказати зв'язок між кореляційними характеристиками пульсацій та середніми значеннями характеристик. Ця вимога виражає сутність основної проблеми в теорії турбулентності — проблеми замикання усереднених рівнянь Нав'є-Стокса. Достатньо строгий підхід до розв'язання цієї проблеми призводить до нескінченної послідовності зв'язаних задач для статистичних моментів різного порядку для поля пульсацій. Це досить складний шлях і тому в механіці великого значення набули різні напівемпіричні теорії турбулентності, в яких зв'язок між різними моментами характеристик течії встановлюються співвідношеннями, що узагальнюють експериментальні спостереження та міркування в рамках теорії розмірностей.
Порівняння експериментальних даних про розподіл тиску на поверхні крилового профілю та результатів розрахунку з використанням різних моделей турбулентності (дев'ять моделей) приведено в. Важливий висновок порівняння полягає в тому, що не завжди більш складна модель забезпечує точніший результат розрахунку.
Історично перший підхід до замикання усереднених за Рейнольдсом рівнянь Нав'є-Стокса запропонував Ж. В. Бусінеск у 1877 році. Він увів співвідношення, яке пов'язує значення компонент тензора напружень Рейнольдса зі значеннями усереднених компонентів вектора швидкості:
{\displaystyle -{\overline {u_{i}u_{j}}}=\nu _{t}\left({\frac {\partial {\bar {U}}_{i}}{\partial x_{j}}}+{\frac {\partial {\bar {U}}_{j}}{\partial x_{i}}}-{\frac {2}{3}}{\frac {\partial {\bar {U}}_{k}}{\partial x_{k}}}\delta _{ij}\right)-{\frac {2}{3}}K\delta _{ij}}
В цьому співвідношенні введено коефіцієнт {\displaystyle \nu _{t}}, який називають коефіцієнтом вихрової турбулентної в'язкості, або, простіше, коефіцієнтом турбулентної в'язкості. Цей коефіцієнт не є фізичною характеристикою рідини. По суті це характеристика потоку, яка може змінюватися від точки до точки. Використання терміна в'язкість зумовлено тим, що з самого вигляду усередненого рівняння випливає розмірність коефіцієнта зв'язку, яка збігається з розмірністю кінематичної в'язкості. В вираз для компонентів тензора Рейнгольдса входить, також, величина {\displaystyle K}, пропорційна усередненому значенню кінетичної енергії турбулентних пульсацій швидкості вираз {\displaystyle \delta _{ij}} — символ Кронекера.
{\displaystyle K={\frac {1}{2}}\left({\overline {u_{1}^{2}}}+{\overline {u_{2}^{2}}}+{\overline {u_{3}^{2}}}\right)}
Найпростіший варіант використання моделі Бусінеска базується на припущенні про те, що турбулентна в'язкість і кінетична енергія пульсацій швидкості є постійними величинами. В певних умовах таке припущення дозволяє одержати змістовну інформацію про великомасштабні структурні утворення в турбулентній течії. При цьому величина турбулентної в'язкості може виявитися на декілька порядків більшою, ніж молекулярна в'язкість. Так, при аналізі великомасштабних утворень в атмосфері турбулентна в'язкість виявляється на 7-9 порядків більшою.
Крім моделі Бусінеска запропоновано велику кількість інших підходів до замикання рівнянь руху. Кожна з них має певні обмеження в використанні і пов'язана з певними конкретними типами турбулентних рухів. Аналіз моделей різного порядку приведено в.

### Модель довжини шляху перемішування
Ця модель для визначення величини турбулентної в'язкості була запропонована Л. Прандлем в середині 20-х років XX ст. Модель стосується двовимірних потоків і передбачає обчислення турбулентної в'язкості за формулою {\displaystyle \nu _{t}=l_{m}^{2}\left|{\frac {\partial U}{\partial y}}\right|}.
Тут {\displaystyle U} — компонента вектора швидкості вздовж зсувного потоку, {\displaystyle y}- поперечна координата. Довжина {\displaystyle l_{m}} визначається при узагальненні даних експериментів. Так, для потоків в трубах І. І. Нікурадзе було запропоновано формулу для обчислення величини {\displaystyle l_{m}} для потоку в трубі з радіусом {\displaystyle r_{0}}
{\displaystyle {\frac {l_{m}}{r_{0}}}=0.14-0.08\left(!-{\frac {y}{r_{0}}}\right)^{2}-0.06\left(1-{\frac {y}{r_{0}}}\right)^{4}}.
Така назва моделі пов'язана з визначенням Л. Прандлем величини {\displaystyle l_{m}} як відстані що проходить виділена частинка до змішування з сусідніми. Сам автор розглядав модель як грубе наближення/ Модель використовувалася при аналізі течії в примежовому шарі. При аналізі турбулентного примежового шару часто приймають лінійну зміну величини {\displaystyle l_{m}} в межах шару. За межами шару ця величина приймається рівною товщині примежового шару {\displaystyle \delta }.

### К—епсилон модель
Ця напів емпірична модель є однією із найчастіше використовуваних в сучасній комп'ютерній гідродинаміці. В рамках моделі при аналізі турбулентних течій вводять два нових параметра: кінетична енергія пульсаційної складової руху {\displaystyle k} і швидкість дисипації енергії {\displaystyle \epsilon }.

## Історична довідка
Початок наукових досліджень турбулентних потоків покладено роботою Рейнольдса 1883 року. В історичному аспекті прогрес в розумінні турбулентності як фізичного явища та в практичному використанні знань про властивості турбулентних течій пов'язаний з досягненнями в експериментальних дослідженнях, в теоретичному аналізі математичних моделей течій та нелінійної теорії динамічних систем та розробкою методів чисельного аналізу турбулентних течій з використанням комп'ютерів. Серед великої кількості публікації можна виділити історичний погляд на розвиток досліджень турбулентності.В цій роботі, перш за все, приведено оцінку росту кількості наукових публікацій. Якщо на початку двадцятих минулого століття середнє число публікацій в рік було менше трьох (2.6), то на початку XXI ст в науковій літературі публікується більше 2000 статей в рік. Відносно невелика кількість публікацій в першій половині XX ст. дозволяє відносно просто визначити визначальні події в історії розвитку науки про турбулентні течії.
Перші роботи Бусінеска і Рейнольдса стимулювалися, як практичними потребами, так і бажанням зрозуміти фізику турбулентності. Практичні аспекти проблеми того часу були пов'язані з інженерними проблемами атмосфери та океанології. Наскільки важливими були фундаментальні аспекти добре видно по переліку питань, що сформульовані Рейнольдсом на початку його роботи.
Складність математичної проблеми пошуку розв'язків рівнянь Нав'є-Сток (уже наприкінці XIX ст. існувала впевненість в тому, що саме в цих розв'язках слід шукати властивості турбулентності) зумовила значну увагу до створення напівемпіричних теорій турбулентності. При їх формулюванні використовувалися дані експериментальних спостережень та положення теорії розмірностей. Серед авторів таких теорій слід відзначити Бусінеска, Тейлора, Прандтля, фон Кармана.